# Thiania bamian
Espèce
Thiania bamian est une espèce d'araignées aranéomorphes de la famille des Salticidae.

## Distribution
Cette espèce est endémique du Hunan en Chine,. Elle se rencontre dans le xian de Guidong.

## Description
Le mâle holotype mesure 6,02 mm et la femelle paratype 5,49 mm.

## Systématique et taxinomie
Cette espèce a été décrite par Li, Liu et Peng en 2024.

## Étymologie
Son nom d'espèce lui a été donné en référence au lieu de sa découverte, la réserve naturelle nationale du mont Bamian.

## Publication originale
(juin 2024).
- Li, Liu & Peng, 2024 : « Three new species of jumping spiders (Araneae, Salticidae) from Hunan, China. » ZooKeys, vol. 1204, p. 301-312 (texte intégral).